# 朝日放送制作・TBS日曜6時30分枠の連続ドラマ
朝日放送制作・TBS日曜6時30分枠の連続ドラマ（あさひほうそうせいさく・ティービーエスにちようろくじさんじっぷんわくのれんぞくどらま）は、1958年から1970年にかけてTBSテレビ（1960年まではラジオ東京テレビ）系列で毎週日曜18時30分 - 19時00分 (JST) に放送された、朝日放送（1959年までは大阪テレビ）制作のテレビドラマ枠である。

## 歴史
当枠は1958年4月6日に開始したダイハツ工業一社提供の上方コメディドラマ『ダイハツコメディ やりくりアパート』を開始。同作はヒットして、その後は『ダイハツコメディ・やりくりシリーズ』を3作制作した。シリーズ終了後、ダイハツ工業提供は変わらず、1962年11月4日開始の『織田信長』からは時代劇に変更したが、『ダイハツコメディ 青春タックル』継続中の1961年6月から裏番組の『シャボン玉ホリデー』（日本テレビ系列）が開始して視聴率は低下した。
1965年8月1日からは現代劇のアクションドラマ『バックナンバー333』を放送するが、『シャボン玉ホリデー』やフジテレビ系列の『バットマン』に視聴率で敗北して人気は出なかった。
1966年8月7日開始の『わんぱく砦』は時代劇を復活させたが子供を主役にして、内容も久々のコメディとなったことが功を奏し、他の時間帯で続編『無敵わんぱく』を制作して放送した。次作『神州天馬侠』はテレビアニメ『ゲゲゲの鬼太郎』の猛追を受け、視聴率は低下。1969年9月28日終了の『黒い編笠』を以て、約11年間 提供したダイハツ工業は当枠から撤退した。
次作『白頭巾参上』はタイガー魔法瓶が一社提供したが裏番組の『サザエさん』（フジテレビ系列）、NET（テレビ朝日）ネットから東京12チャンネル（テレビ東京）に移動した『ヤングおー!おー!』（毎日放送制作）に視聴率で敗北を喫して、1970年5月31日で終了。約12年続いた当枠は終了した。
『バックナンバー』継続中の1966年5月からは18:00の『てなもんやシリーズ』（朝日放送制作）、19:00の『タケダアワー』、20:00の1時間ドラマ、21:00の30分ドラマ、21:30の『東芝日曜劇場（現：日曜劇場）』、22:30の1時間海外ドラマと、19:30のアニメ枠『不二家の時間』を除いて、ドラマを編成した。『不二家の時間』は1969年3月からはドラマ路線に変更したため、末期は5時間半もドラマを編成していた。

## 作品リスト
- ダイハツコメディ やりくりアパート（1958年4月6日 - 1960年2月28日）
- ダイハツコメディ やりくり天国（1960年3月6日 - 8月28日）
- ダイハツコメディ やりくり三代記（1960年9月4日 - 1962年2月25日）
- ダイハツコメディ 青春タックル（1962年3月4日 - 10月28日）
- 織田信長（1962年11月4日 - 1963年10月27日）
- 高杉晋作（1963年11月3日 - 1964年8月30日）
- 風雲真田城（1964年9月6日 - 1965年7月25日）
- バックナンバー333（1965年8月1日 - 1966年7月31日）
- わんぱく砦（1966年8月7日 - 1967年6月11日）
- 神州天馬侠（1967年6月18日 - 12月31日）
- 海の次郎丸（1968年1月7日 - 8月25日）
- 黒い編笠（1968年9月1日 - 1969年9月28日）
- 白頭巾参上（1969年10月5日 - 1970年5月31日）

## 備考・その後の朝日放送制作枠
- 当枠のドラマ終了後、朝日放送は同枠で『3・3が9イズ』→『ふしぎなメルモ』を放送。その後は土曜19:00に放送枠を移動。『海のトリトン』などのアニメを放送した。
- 朝日放送は1975年3月31日、腸捻転ネット解消でTBSテレビ系からNETテレビ（現・テレビ朝日）系へ移行。同年4月6日からはNETテレビ系からTBSテレビ系となった毎日放送制作の全国ネット番組枠に変更した。同日から同年12月までは『仮面ライダーストロンガー』。1976年1月から1994年3月までは『まんが日本昔ばなし』を放送。その後はTBSテレビの制作枠となり、2023年3月まで放送した。
- 当枠は腸捻転解消後、NETテレビ → テレビ朝日の土曜19:00に移動。テレビアニメやバラエティ番組を放送した。その後は日曜8:30に移動。現在は『プリキュアシリーズ』を放送、2025年現在も継続している。